# ناحیه اربعاء
ناحیه اربعاء (به عربی: دائرة الأربعاء) یک ناحیه در الجزایر است که در استان البلیده واقع شده‌است. ناحیه اربعاء ۶۰٬۵۸۳ نفر جمعیت دارد.